# 大追跡 (テレビドラマ)
『大追跡』（だいついせき）は、1978年4月4日から9月26日まで、日本テレビ系列で毎週火曜21:00 - 21:54（JST）に全26話が放送された、東宝制作の刑事ドラマ。

## 概要

### あらすじ
凶悪犯罪がはびこる港町・横浜。検挙率低下に悩む県警本部刑事部長は、県下で発生するあらゆる事案への介入権を有し、所轄レベルの捜査では進展しない事件に全くの別行動で対処する特殊セクション「遊撃捜査班」を設置した。
メンバーは警察組織から逸脱した5人の刑事のみで、検挙率アップという実績を達成しなければ即時廃止される。彼らは所轄刑事たちから死肉を掠め盗るハイエナのように忌避されながらも、犯罪者との孤立無援の戦いにひたすら挑み続ける。

### 特徴
『大都会 PARTII』（石原プロモーション制作）の後番組として制作された本作品は、原案者である岡田晋吉の元に、東宝出身の加山雄三自らオファーを持ち掛けたことがきっかけで、まず加山ありきの企画として立ち上げられた。一方で、プロデューサーの山口剛は藤竜也主演の作品を構想していたものの、当時は藤主演のテレビドラマ作品が存在せず、営業サイドからも藤単独主演の作品について難色を示されていた。藤が岡田からこの企画を提示された時に、山口は「本当の主演はあなたで、加山さんは『太陽にほえろ!』の石原裕次郎さん的なポジションで控えるということです」といった内容で説明し、藤の出演の了承を取り付けたという経緯がある。（山口は日活映画『野良猫ロック』シリーズが頭にあったと語っている）結果として、藤は本作品で2年のブランクからの俳優復帰となった。
岡田らによる企画原案『追跡者』の段階では、アクションとともに人間ドラマ色を強くアピールした作品として立案されており、シリーズ当初も海外ドラマ風のオーソドックスなアクションドラマとしてのカラーが強いものであったが、回を追う毎に出演者によるアドリブや、コメディ色を加味した独特の作風へと変化していった。
前出の『追跡者』の企画書の段階では、主人公は大河内英一、水原慎介、矢吹史朗の3人の刑事で、結城佳代子は刑事ではなく「連絡係」、滝本稔に至っては企画段階では存在しなかった。この滝本役に関しては、当時ミュージカル劇団「東京キッドブラザース」に所属していた柴田恭兵が、監督の村川透の強い推薦により抜擢され、柴田の連ドラ初レギュラー作品となった。視聴率はニールセン調査で初回19.5%、第21話では22.3%を記録するなど好調に推移し、続篇の企画も立てられた。この続編企画は、紆余曲折を経て『俺たちは天使だ!』（1979年）へと結実するが、後にメインキャストである沖雅也が死去したことにより、オリジナルキャストによる続篇は実現不可能なものとなった。
横浜が舞台の刑事ドラマの特徴として、ロケ地が関内・山手・中華街など横浜市中区エリアに偏る傾向がある。本作品もこれら中区エリアが主なロケ地であるが、横浜最大の繁華街である横浜駅周辺もロケ地として数多く登場する。さらにメインキャラクターの所属を、所轄署ではなく県警本部に設定したことにより、逗子市の逗子マリーナ、南足柄市、川崎市多摩区(百合丘、王禅寺など現在の麻生区に当たるエリア)など、横浜のみならず神奈川県内の幅広い場所でロケが行われた。ロケ現場を訪れていた一般の見物人を、沖や藤らが自家用車で次のロケ先まで乗せていくことも多かったという。

## 登場人物
遊撃捜査班
- 新田 英一（にった えいいち）：加山雄三

遊撃捜査班班長。階級は警部。捜査第一課時代、銀行篭城事件で強行突入を指示した結果、2名の犠牲者を出したため、引責左遷の形で遊撃捜査班班長に任命される。
一見冷酷非情で、捜査のために水原たちを敢えて危地に立たせることも多いが、それは部下を信頼してのことであり、苦衷をにじませた表情を垣間見せることもある。弾道学のスペシャリストという設定も用意されており、劇中ではライフル狙撃の名手として自ら前線に立つ場面も多い。
- 水原 慎介（みずはら しんすけ）：藤竜也

遊撃捜査班の部長刑事。
性格はややルーズで通俗的な分、枠に囚われた了見を嫌う型破りな男。非情とも思える新田の命令には真っ向から反発し、他のメンバーが「新田さん」と呼ぶのに対し、彼だけは「新田」と呼び捨てにすることが多い。しかし、県警上層部から無理難題を押し付けられる新田の苦労には、理解を示している様子。
赤いジャンパーにジーンズ姿がトレードマークで、斜に構えたポーズを取ることが多いが、トレーニングを欠かさない肉体派でもある。酒と女が大好きで、酒がらみの失策がしばしばある一方、女性は優しく丁重に扱うので、事件解決の糸口になったことも何度かあった。
- 矢吹 史朗（やぶき しろう）：沖雅也

遊撃捜査班の刑事。
真面目一辺倒で、融通が全く利かない堅物刑事であるがゆえに遊撃捜査班に転属させられた。しかし水原や滝本に感化され、次第に砕けた様子を見せるようになっていった。空手の達人である一方、カナヅチという弱点があるが、それを逆手にとって容疑者を脅したことがあった。
- 滝本 稔（たきもと みのる）：柴田恭兵

遊撃捜査班の刑事。
現代風の若者。緊張感のある表情を見せることは少ないが、犯罪を憎む刑事魂は真っ当に持ち合わせている。お調子者で人がよく、遊撃捜査班のムードメーカー的存在。
- 結城 佳代子（ゆうき かよこ）：長谷直美

遊撃捜査班の刑事。
男性顔負けのドライビングテクニックと、気性の荒さの持ち主。他人から女性扱いされ、見下されることが大嫌いだが、それでも時折見せる女らしい表情で、水原にはかわいがられている。
その他
- 高岡 巌（たかおか いわお）：渡辺文雄（セミレギュラー）

県警本部刑事部長・警視正。県内の犯罪検挙率アップという大義名分の下に遊撃捜査班を編成した人物。様々な難事件を強引に遊撃班へ押し付けつつ、組織内の風当たりが強い彼らを政治面でサポートする。
- 渡辺：桂小金治（セミレギュラー）

遊撃班メンバーの溜まり場となっている喫茶店「みなとコーヒー」のマスター。四六時中チェスに耽り、チェスに関する様々な蘊蓄を垂れるが、実際はそれほど詳しくはない。腕相撲が異様に強かったり、妙な知識に詳しいなど、謎が多い人物。
- ナレーター（オープニング、予告編）：森山周一郎

## スタッフ
- 原案 - 岡田晋吉（日本テレビ）
- 企画 - 加藤教夫（日本テレビ）、梅浦洋一（東宝）
- プロデューサー - 山口剛（日本テレビ）、石井幸一（東宝）
- 撮影 - 小泉健一郎、稲垣久夫、田島文雄
- 照明 - 隠田紀一、椎葉昇、渡辺三雄、大野晨一、岡庭正隆
- 録音 - 西村和彦、大庭弘、板寺昇
- 美術 - 斉藤嘉男
- 編集 - 神島帰美
- 助監督 - 正森和郎、小池要之助、堀内泰治、田辺隆史、崎田憲一、荒井俊昭
- 音楽 - 大野雄二
  - 演奏 - ユー・アンド・エクスプロージョン・バンド
  - 主題曲・サントラ盤 - ディスコメイトレコード
- 音楽プロデューサー - 飯田則子（日本テレビ音楽）
- 選曲 - 鈴木清司
- 整音 - 黒丸治夫
- 効果 - 沢田一郎（沢田効果）
- 記録 - 天野春代、宮腰千代、椎塚二三
- 制作主任 - 寺本巌、江島進、水谷務、吉田由二
- 番組宣伝 - 山口晋（日本テレビ）
- 技斗 - 林邦史朗
- 現像 - 東洋現像所
- 衣裳協力 - 大賀、カントー、青山EIKO
- 銃器類協力 - MGCボンド・ショップ
- 協力 - 加山プロモーション、国際放映
- 制作 - 東宝株式会社

## 放送日程
| 放送回 | 放送日  | サブタイトル             | 脚本              | 監督       | ゲスト出演者 |
| ------ | ------- | ------------------------ | ----------------- | ---------- | --- |
| 1      | 4月04日 | ハイエナが集まった       | 播磨幸治          | 長谷部安春 | 宍戸錠、川合伸旺、黒部進、 穂積隆信、八名信夫、灰地順、 阿藤海                                                                         |
| 2      | 4月11日 | 狙撃者の目が光る         | 柏原寛司          | 長谷部安春 | 藤岡重慶、岡本麗、井上博一、 松山照夫、山本廉、井上茂                                                                                  |
| 3      | 4月18日 | 悪女が躍る               | 永原秀一          | 村川透     | 吉行和子、山口美也子、清水綋治、 中島葵                                                                                                |
| 4      | 4月25日 | 首領を撃て               | 播磨幸治          | 村川透     | 中島ゆたか、南原宏治、岡崎二朗、 林泰文、大前均、山本清                                                                                |
| 5      | 5月02日 | 潜入刑事                 | 永原秀一          | 長谷部安春 | 曽根晴美、片桐竜次、田口久美、 天本英世、汐路章                                                                                        |
| 6      | 5月09日 | ワルは眠らせろ           | 佐治乾            | 長谷部安春 | 青木義朗、八城夏子、片岡五郎、 関山耕司、武藤章生、 外山高士、榎木兵衛                                                                 |
| 7      | 5月16日 | 札束と赤いバラ           | 和久田正明        | 村川透     | 伊佐山ひろ子、丹古母鬼馬二、辻萬長、 田中明夫、粟津號、中井啓輔                                                                        |
| 8      | 5月23日 | 必死の追走               | 柏原寛司          | 村川透     | 緑魔子、深江章喜、磯村健治、 山西道広、上野山功一、宍戸錠                                                                              |
| 9      | 5月30日 | 現金輸送車強奪           | 柏原寛司          | 澤田幸弘   | 浜田晃、三谷昇、 福本清三、伊藤高 |
| 10     | 6月06日 | 耳                       | 永原秀一          | 澤田幸弘   | 林ゆたか、織本順吉、 中西良太、穂積隆信                                                                                                |
| 11     | 6月13日 | 女豹が跳んだ             | 柏原寛司          | 野田幸男   | 青木英美、宮口二朗、野瀬哲男 |
| 12     | 6月20日 | 殺し屋に墓はない         | 和久田正明        | 野田幸男   | 片桐竜次、川崎あかね、 佐原健二、中田博久                                                                                              |
| 13     | 6月27日 | 横浜チンピラ・ブギ       | 金子成人          | 村川透     | 峰のぼる、国谷扶美子、飯山弘章、 草薙幸二郎、宮井えりな                                                                                |
| 14     | 7月04日 | 大逆転                   | 峯尾基三          | 村川透     | 待田京介、テレサ野田、 岡本麗、関川慎二                                                                                                |
| 15     | 7月11日 | 黒い影                   | 柏原寛司          | 松森健     | 睦五朗、大下哲矢、絵沢萌子、 八名信夫、二見忠男                                                                                        |
| 16     | 7月18日 | 暴行魔W                  | 和久田正明        | 西村潔     | 大野木克志、麻生淳子、門馬勝美 |
| 17     | 7月25日 | 殺し屋                   | 金子成人          | 西村潔     | 風吹ジュン、岸田森、蟹江敬三、 山本麟一                                                                                                |
| 18     | 8月01日 | レディー・キラー         | 柏原寛司          | 松森健     | 石橋蓮司、志賀勝、田中浩、 黒部進、頭師孝雄、 草薙幸二郎、野川愛、 森愛、小笠原弘                                                      |
| 19     | 8月08日 | ご不要な亭主、始末します | 永原秀一 柏原寛司 | 櫻井一孝   | 丹古母鬼馬二、川崎あかね、稲野和子、 伊佐山ひろ子、田口久美、中島葵、 宮井えりな、山口美也子、横森久、 中庸介、北川陽一郎              |
| 20     | 8月15日 | 日の丸愚連隊             | 蘇武道夫          | 櫻井一孝   | 曽根晴美、近藤宏、山本昌平、 小林昭二、阿藤海                                                                                          |
| 21     | 8月22日 | 危険なハイウェイ         | 峯尾基三          | 西村潔     | ホーン・ユキ、南原宏治、松本敏男 |
| 22     | 8月29日 | 淳子のミステリー・ゾーン | 佐治乾            | 西村潔     | 大信田礼子、大塚国夫、浜田晃、 内田昌宏、金井美稚子                                                                                    |
| 23     | 9月05日 | 殺人刑事ウォンテッド     | 和久田正明        | 小澤啓一   | 菅貫太郎、小池雄介、岡本麗、 岡本ひろみ、 梅津栄、粟津號                                                                               |
| 24     | 9月12日 | 爆殺魔                   | 峯尾基三          | 小澤啓一   | 清水紘治、蟹江敬三、清水理絵、 仙波和之、北川欽三、五條博、 花原照子、久遠利三、柿沼大介                                               |
| 25     | 9月19日 | 横浜コネクション         | 山田正弘 柏原寛司 | 小池要之助 | 山本麟一、片桐夕子、片桐竜次、 金子研三、下之坊正道、 石光豊、大竹智子、藤原すみよ、 小山ひとみ、菅沼赫                                |
| 26     | 9月26日 | サヨナラは銃弾で…        | 柏原寛司          | 村川透     | 安部徹、大前均、宇南山宏、 吉浜正皓、草薙幸二郎、 潮健児、 三角八郎、根岸一正、 阿藤海、 松田優作（特別出演）、 中島ゆたか（特別出演） |

## 音楽
いずれも作曲は大野雄二。
オープニング・エンディング：「大追跡のテーマ」
演奏：大野雄二とYou & The Explosion Band
2005年に発売された大野雄二のアルバム『Made In Y.O.』には、大野自身のアレンジによる「大追跡のテーマ」のセルフ・リメイクバージョンが収録されている（VAP VPCG-84811）。
挿入歌：「Shadows of a Man」「I'll Be Gone」
作詞：奈良橋陽子、歌：Tom Snyder
エンディングシーンで度々使われたヴォーカル曲「Shadows of a Man」は、番組中や後述のサウンドトラック盤LPではノンクレジットだったが、CD化の際に番組内では未使用の「I'll Be Gone」と共に、トミー・スナイダー（ゴダイゴのドラマー、CDではTom Snyder名義）の歌唱であることが明らかにされた。
その他
第13話「横浜チンピラ・ブギ」では、「協力」としてヴァイオリニストの辻久子がクレジットされている。同話数では作中にもヴァイオリンを基調とした音楽が多く挿入されている他、作中に登場した3500万円のストラディバリのヴァイオリンが、最後は辻の元に戻るというストーリーも盛り込まれている。
サウンドトラック盤は、放送当時ディスコメイトレコードより1枚リリースされている他、1992年にはバップの「ミュージックファイル」シリーズから音楽集CDが発売された。前出のテーマ曲シングル、それにサントラ盤の収録曲に加え、モノラル録音による汎用BGMを収録。1997年には未収録曲をフォローしたVol.2も発売された。
「大追跡のテーマ」は、後に同じ日本テレビ系列のスポーツ情報番組『独占!!スポーツ情報』のオープニングテーマとしても使われ（1990年代中頃）、さらに1980年代終盤にはザ・グレート・カブキの入場テーマにも使われた。また、サントラ盤に収録のBGM「One O'clock Fever（非常線25時）」も、1980年代前半に『ズームイン!!朝!』の一コーナー「あどべんちゃあレディ」のテーマ曲に使われていた。

### スタッフ
- プロデュース：大野雄二、飯田則子（日本テレビ音楽）、鈴木清司
- 演奏：大野雄二とYou & The Explosion Band
  - ドラムス：市原康
  - ベース：岡沢章
  - ギター：松木恒秀
  - キーボード：大野雄二
  - パーカッション：ラリー寿永
  - サキソフォン：ジェイク・H・コンセプション
  - ヴォーカル：トミー・スナイダー